# Paul Farmer
Pour les articles homonymes, voir Farmer.
Paul Farmer, né le 26 octobre 1959 à North Adams dans le Massachusetts et mort le 21 février 2022 à Kigali, au Rwanda, est un médecin et anthropologue américain. Il est professeur d'anthropologie de la santé au département de médecine sociale à l'université Harvard. Son travail fait l'objet du livre de Tracy Kidder : (en) Mountains Beyond Mountains: The Quest of Dr. Paul Farmer, a Man Who Would Cure the World. Le 24 avril 2021, le Dr Farmer avait été nommé Humanitaire Aurora, en reconnaissance de son travail avec Partners In Health (PIH).

## Biographie

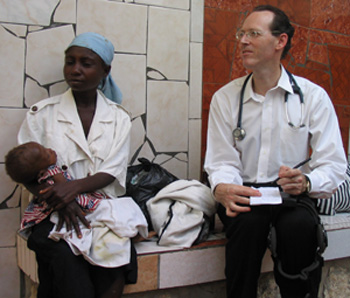
Paul Farmer en 2003.

Paul Farmer partagea longtemps son temps entre Brigham and Women's Hospital (en) à Boston et Zanmi Lasante (en) à Cange sur le plateau central en Haïti.
Paul Farmer occupe la chaire internationale intitulée « La violence structurelle et la matérialité du social » au Collège de France en 2001-2002.
Fin 2012, il est nommé conseiller spécial en médecine communautaire en Haïti par le Secrétaire général de l’ONU, Ban Ki-moon.
Le 24 avril 2021, le Dr Farmer avait été nommé Humanitaire Aurora, en reconnaissance de son travail avec Partners In Health (PIH).
Paul Farmer est mort le 21 février 2022 à Kigali au Rwanda.

## Prix
- 2020: Lauréat du prix Berggruen[3]

## Publications
- (en) Paul Farmer, Pathologies of Power: Health, Human Rights, and the New War on the Poor, University of California Press, 2004,  (ISBN 978-0-5202-4326-2)
- (en) Paul Farmer, The Uses of Haiti, Common Courage Press, 1994; 3e édition, 2005  (ISBN 978-1-5675-1344-8)
- (en) Paul Farmer, AIDS and accusation, University of California Press, 2de édition, 2006,  (ISBN 978-0-5202-4839-7)  (en français : [doc] Paul Farmer, « Sida en Haïti, la victime accusée », université du Québec à Chicoutimi, collection 'Les classiques des sciences sociales'., traduction de Corine Hewlett)
- Paul Farmer, Fléaux contemporains : des infections et des inégalités, Anthropos, 2006 (traduction de Corine Hewlett)  (ISBN 978-2-7178-5106-9)
- (en) Paul Farmer, Partner to the Poor: A Paul Farmer Reader, University of California Press, 2010,  (ISBN 978-0-5202-5713-9)